# USS Freedom (LCS-1)
Tàu USS Freedom (LCS-1) là chiếc dẫn đầu của loại Tàu Tác chiến Ven biển thuộc lớp Freedom. Nó là con tàu thứ ba của Hải Quân Hoa Kỳ được đặt tên theo khái niệm về Tự Do (Freedom). Nó được thiết kế và chế tạo bởi công ty Lockheed Martin, trong cuộc thi với thiết kế của công ty General Dynamics với thiết kế USS Independence. Nó được chính thức chấp nhận bởi Ban Giám sát Đóng tàu Vịnh Gulf thay mặt cho công ty Lockheed Martin / Marinette Marine / Gibbs và Cox tại Marinette, bang Wisconsin vào ngày 18 tháng 11 năm 2008.
Nó được thiết kế cho hàng loạt các nhiệm vụ ở vùng nước nông, có khả năng diệt ngầm, tàu nhỏ, dò ngư lôi và các nhiệm vụ nhân đạo nhưng không được thiết kế để diệt hạm. Con tàu có một thân có thiết kế góc cạnh để có khả năng di chuyển đến 40 hải lý một giờ (74 km/h; 46mph).
Được đưa vào biên chế Hải Quân tại thành phố Milwaukee, bang Wisconsin vào ngày 8 tháng 11 năm 2008, USS Freedom có cảng nhà tại thành phố San Diego.

## Thiết kế
USS Freedom là một trong hai thiết kế Tàu tác chiến Ven biển khác biệt hoàn toàn và được sản xuất; với chiếc tàu anh em là USS Independence (LCS-2), là một con tàu ba thân được thi công bởi công ty General Dynamics' Bath Iron Works hợp tác với Austal USA tại thành phố Mobile, bang Alabama.
USS Freedom được thiết kế để di chuyển nhanh, cơ động với khả năng tác chiến trên mặt nước cho các nhiệm vụ như chống thủy lôi, chống ngầm, tác chiến mặt nước và các nhiệm vụ nhân đạo.

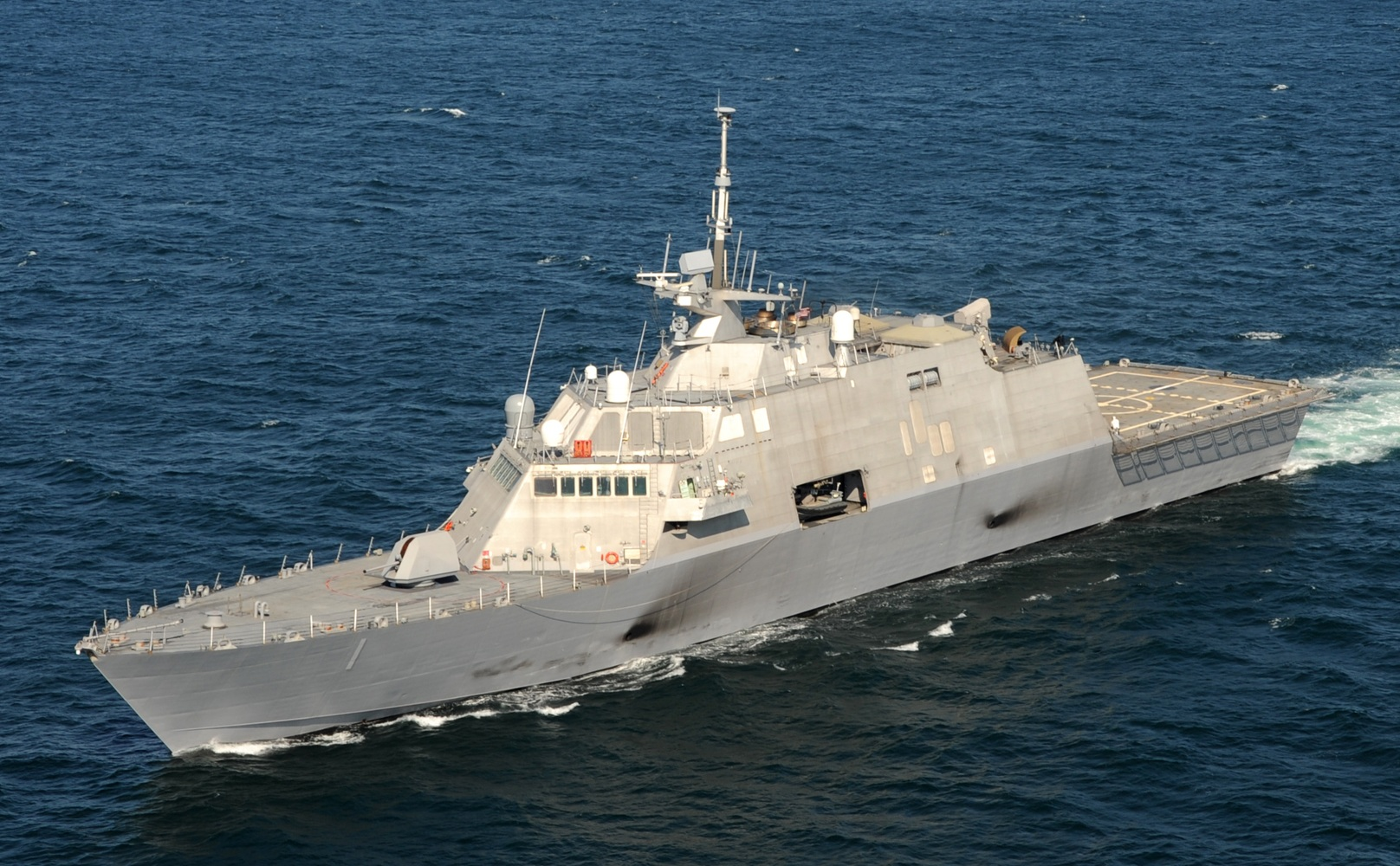
U.S.S. Freedom với màu sơn ban đầu vào tháng 11 năm 2009

Con tàu có một vỏ góc cạnh bằng kim loại và tháp điều khiển bằng nhôm. Tháp điều khiển được hàn ma sát xoay nên rất dẹp, cộng thêm với các thiết kế nhọn làm cho Radar khó có thể phát hiện. Con tàu có chiều dài là 377 feet (115m), nặng 3.000 mét tấn (2950 mét tấn) và có thể di chuyển nhanh hơn 40 hải lý một giờ (46 mph; 74 km/h).
Thiết kế két hợp một khung tàu có thể thay đổi tùy biến để cho phép sự hoán đổi cấp tốc các mô-đun nhiệm vụ, một sàn bay với hệ thống phóng trực thăng tích hợp, hệ thống thu hồi và xử lý có khả năng phóng và thu hồi các tàu nhỏ (có thể có người lái hoặc không người lái) từ cả đuôi tàu và hông tàu.
Sàn bay có kích thước lớn hơn 1.5 lần so với tiêu chuẩn của một tàu mặt nước và sử dụng hệ thống dẫn Trigon để dịch chuyển trực thăng ra và vào xưởng cất máy bay.
Chiếc hạm có hai cách để phóng và thu hồi nhiều trang thiết bị khác nhau: một dốc lên ở đuôi tàu và mạn tàu nằm ở gần mặt nước. Khoang Mô-đun nhiệm vụ có một cần trục để tham gia đặt và hoán chuyển hàng hóa cùng các Mô-đun.
Phần mũi tàu có một Mô-đun vũ khí và có thể dùng để gắn tháp súng 57 mm. hay ống phóng tên lửa. Một ống phóng tên lửa tầm gần Rolling Airframe được đặt ở trên xưởng chứa máy bay cho công việc bảo vệ tầm gần chống lại các máy bay và tên lửa hành trình, và các khẩu súng máy cỡ nòng 50 Caliber (12.7mm) được đặt ở phần dưới tàu.
Số lượng thủy thủ của một đội tàu sẽ là 40 người, thường sẽ được tham gia và tăng thêm bởi các thành viên kèm theo của các gói nhiệm vụ và một đội phi công tăng tổng thành viên của con tàu lên 75 người. Các phương thức tự động hóa giảm đi số lượng thuyền viên, dẫn đến việc giảm một cách đáng kể chi phí vận hành, nhưng số lượng công việc cũng được cho là "kinh khủng."
Bốn máy phát điện chạy dầu Diesel 750 Kilowatt Isotta-Fraschini cung cấp cho con tàu 3 Megawatts điện cho các hệ thống của con tàu.
USS Freedom được thiết kế với độ cân bằng không bền để nó có thể nhanh chóng chuyển hướng.

## Khái niệm hoạt động
Khái niệm hoạt động của chiếc chiến hạm bao gồm việc triển khai hai hoặc ba đội tàu để hoạt động trong vùng nước nông để phản công các lực lượng chống xâm nhập và hỗ trợ các chiến dịch của Hải Quân Hoa Kỳ và các tàu mặt nước cùng phe. Khái niệm hoạt động là hỗ trợ trực tiếp các chiến thuật mặt nước của Hải Quân, "Một chiến thuật phối hợp cho sức mạnh trên biển thế kỷ XXI."
Các chức năng chính bao gồm các hoạt động chống ngầm từ vùng nước nông, chống ngư lôi và bảo vệ chống lại các tàu nhỏ. Các loại tàu chiến đấu ven biển phải được kết nối trực tiếp với nhau qua các kênh truyền thông để chia sẻ các thông tin chiến thuật với các đơn vị khác. Freedom sẽ có cảng nhà nằm ở thành phố San Diego với hai đội tàu sẽ thay phiên nhau mỗi bốn tháng sau các nhiệm vụ trên biển.
Văn phòng Ngân sách Quốc hội (Congressional Budget Office) ước tính rằng nhiên liệu như xăng dầu sẽ chỉ góp phần trong "8 đến 18 phần trăm" trong suốt những năm hoạt động của Freedom. Thượng nghị sĩ Jeff Sessions đã gửi một văn bản để đặt vấn đề về việc này và đã đề nghị rằng Independence, được đóng tại tiểu bang của ông, sẽ tiết kiệm nhiên liệu hơn và sẽ ít cần được tiếp nhiên liệu hơn.

## Lịch sử

##### Xây dựng
Hợp đồng xây dựng chiếc hạm được trao cho dự án LCS thuộc công ty Lockheed Martin (đội nghiên cứu và chế tạo tàu LCS bao gồm Lockheed Martin, Gibbs & Cox, Marinette Marine, Bolinger Shipyards) vào tháng 5 năm 2004. Sống tàu được hạ xuống vào ngày 2 tháng 6 năm 2005 bởi Marinette Marine tại thành phố Marinette, bang Wisconsin. Con tàu được tài trợ bởi Birgit Smith, góa phụ của Trung Sĩ Lục quân Hoa Kỳ Paul Ray Smith, người được trao tặng Huân chương Danh dự sau khi tử trận trong Chiến Dịch Tự Do Iraq (Operation Iraqi Freedom). Những chữ đầu tiên trong tên của bà Smith được hàn lên sống của con tàu. Mề đay Thánh Christopher và nhẫn cưới của cặp đội được khắc lên trên đỉnh của con tàu.

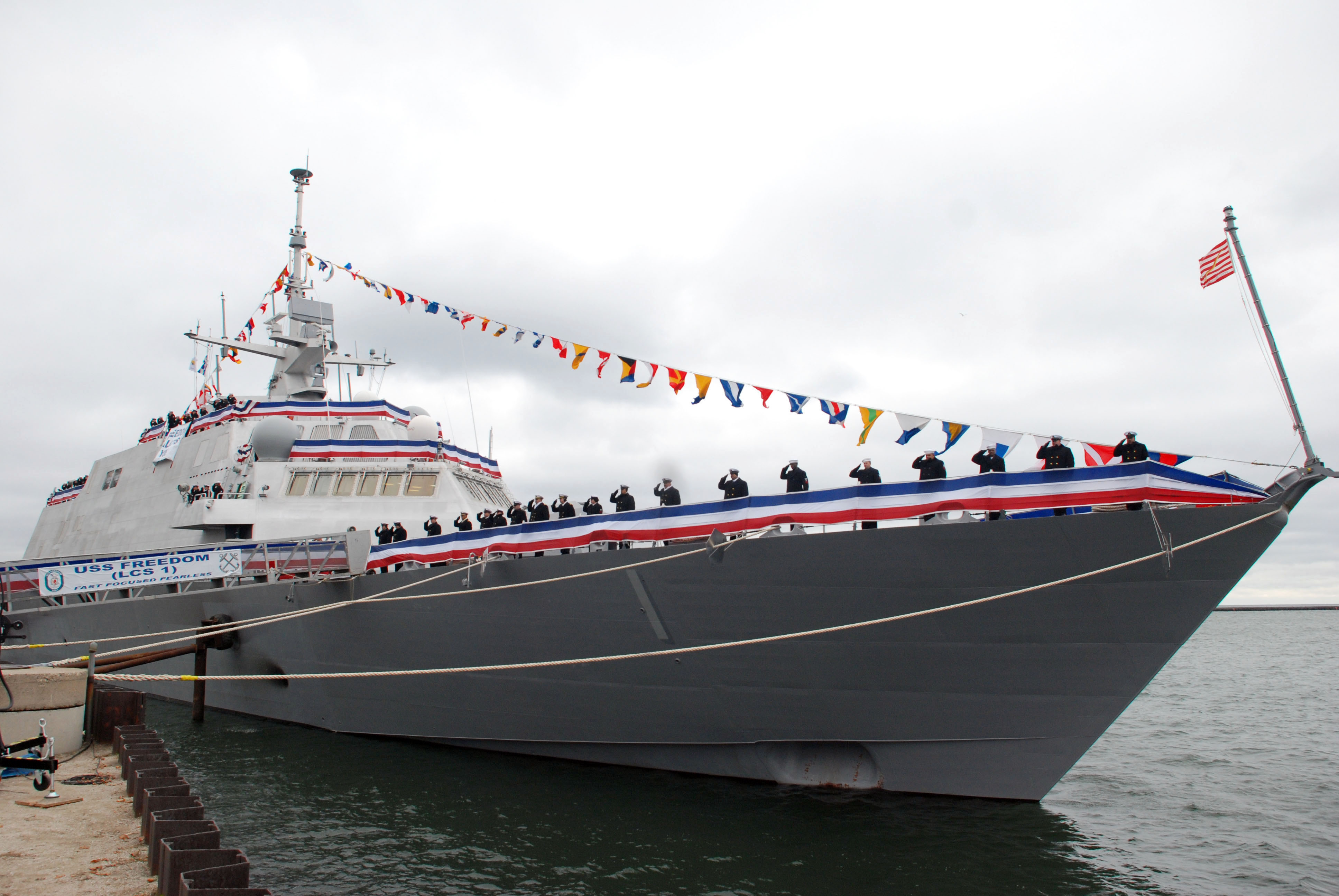
U.S.S. Freedom trong lễ khánh thành vào năm 2008

USS Freedom được khánh thành vào ngày 23 tháng 11 năm 2006, được giao cho Hải Quân vào ngày 18 tháng 11 năm 2008 và đưa vào biên chế tại thành phố Milwaukee vào ngày 8 tháng 11.
Phí tổn cho con tàu bị vượt qua trong quá trình xây dựng Freedom kết hợp với tương lai của con tàu bị nghi hoặc khiến cho chính phủ ra lệnh dừng làm việc vào tháng 1 năm 2007. Vào ngày 25 tháng 4 năm 2008, một mục báo trên tời New York Times viết một bài báo rất chỉ trích, tranh luận rằng cả Freedom và con tàu đối thủ của nó là Independence đều chứng minh sự thất bại của chương trình Tàu Tác chiến Ven biển của Hải Quân.
Trước ngày giao hàng, Hội động Kiểm tra và Khảo sát thuộc Hải Quân (INSURV) tiến hành một cuộc thử nghiệm trên tàu LCS-1 từ ngày 17 đến 21 tháng 8. INSURV nhận xét con tàu "có khả năng, được xây dựng tốt và sẵn sàng được kiểm tra" và khuyến khích Tham mưu Trưởng Hải Quân Hoa Kỳ cho phép giao hàng. Bởi vì cuộc thử nghiệm được tiến hành tại Hồ Michigan, một số hệ thống của con tàu, bao gồm hàng không và vũ khí không thể được thử nghiệm. Những hệ thống chưa được thử nghiệm sẽ được trình bày cho INSURV vào đầu 2009 tại Norfolk và ở biển. Cuộc kiểm tra cho thấy gần 2.600 sai lệch, trong số đó có 21 được xem là những nhược điểm cần ưu tiên cao.
"Là một phần của thử nghiệm tàu LCS-1, Hội động Kiểm tra và Khảo sát thuộc Hải Quân xác định được 21 thiếu sót nghiêm trọng và khuyến khích ngài Tham mưu trưởng cho phép được giao hàng sau khi những nhược điểm đó được sửa chữa. Theo những quan chức Hải Quân, chỉ 9 trong số những khuyết điểm đó được sửa chữa sau khi giao hàng. Các quan chức báo cáo rằng di chuyển con tàu khỏi thành phố Marinette, Wisconsin trước khi đợt lạnh tràn về là ưu tiên cao hơn việc sửa chữa các khuyết điểm đó đúng thời hạn. Hải Quân dự định sẽ sửa chữa những khuyết điểm đó sau khi con tàu được giao."
Một trong những vấn đề với con tàu chính là con tàu bị nặng hơn cho phép khoảng sáu phần trăm, dẫn đến việc nếu Freedom bị hư hỏng, nó có nhiều nguy cơ bị đắm hơn. Điều này được suy ra là do những thay đổi trong thiết kế khi đang thi công. Hải Quân nói con tàu sẽ cần một cơ chế vận hành đặc biệt cho đến khi điều bất tiện nêu trên được khắc phục. Hướng khắc phục tạm thời cho con tàu là thiết lập thêm các bồn chứa bên ngoài để tăng thêm sự nổi. Và Hải Quân cũng phát biểu rằng LCS-1 bây giờ đã đạt yêu cầu về sự cân bằng khi hỏng hóc với sự xuất hiện của các bồn chứa ngoài và thiết kế của tàu USS Fort Worth (LCS-3) - con tàu tiếp theo thuộc lớp Freedom - sẽ bao gồm các bổ sung về cải thiện độ cân bằng cho con tàu.
Các vấn đề khác bao gồm các khó khăn trong việc nạp nhiên liệu khi đang tiến hành các nhiệm vụ trên biển từ các con tàu tiếp tế. Các thức duy nhất để tiếp tế cho con tàu chỉ độc nhất cách sử dụng trực thăng. Vấn đề tiếp theo là các lỗi kỹ thuật với các cửa phóng phương tiện không người lái bên hông tàu.
Vào ngày 12 tháng 6 năm 2009, Hải Quân xác nhận rằng Tham mưu Trưởng Roughead đã ra lệnh nghiên cứu và thử nghiệm Freedom trong một nhiệm vụ được đề ra sớm hơn dự kiến và phải có kết quả trước năm 2012. Các nguồn tin vô danh bên trong công ty Lockheed Martin báo cáo rằng Roughead muốn sử dụng chiếc LCS đầu tiên để tuần tra vùng duyên hải Somalia khỏi cướp biển.
Ngày 13 tháng 10 năm 2009, Bộ Quốc phòng Hoa Kỳ tuyên bố rằng Freedom sẽ được đưa vào biên chế sớm hơn hai năm so với lịch trình. Cho nhiệm vụ này con tàu đã nhận thêm 20 thủy thủ để tiến hành các chiến dịch "Thăm, Đột kích, Tìm kiếm và Bắt giữ" trong hai container hàng được đặt trong khu vực Mô-đun nhiệm vụ của con tàu. Những container này không bao gồm các khu vệ sinh nên các thủy thủ trong đội đột kích phải sử dụng những khu vệ sinh trong các buồn ngủ trên tàu. Khoảng một nửa trong số 20 thành viên của đội đột kích sẽ được thay thế tạm thời bởi các nhân viên của Tuần Duyên Hoa Kỳ trong một vài phân đoạn của nhiệm vụ. John C. Harvey, Jr. nói rằng trong khi nhiệm vụ trên là một thành công, cách thức tiến hành nhiệm vụ còn cần chỉnh sửa.

## Các chiến dịch
Trong thời gian hạn chế trên biển, Freedom đã bị "ám ảnh bởi các thiết kế thiếu sót và lỗi kỹ thuật kể từ khi bước vào hoạt động, đã có ít nhất 17 vết nứt và đã mắc chứng chết động cơ liên tục."
Ngày 15 tháng 2 năm 2010, Freedom lên đường từ Cảng Hải Quân Mayport trong chuyến đi biển đầu tiên của nó để hỗ trợ các chiến dịch của Bộ Tư lệnh Miền Nam (SOUTHCOM). Ngày 22 tháng 2, ngoài khơi duyên hải Colombia, con tàu đuổi theo một con thuyền nghi ngờ vận chuyển ma túy. Chiếc thuyền trốn về vùng biển thuộc Colombia và các thủy thủ của Freedom thu hồi được 1/4 tấn Cocaine đã bị ném xuống nước do thuyền viên của con thuyền nói trên.
Ngày 4 tháng 4 năm 2010, Freedom gia nhập vùng đặc trách của Hạm Đội 3; mang theo Biệt đội Trực thăng Chiến đấu trên biển 22, phân đội số 2; một Mô-đun Nhiệm vụ Mặt nước và một phân đội của Tuần Duyên Hoa Kỳ.
Nó được mong là sẽ trở về ụ tàu tại thành phố San Diego để thay thế động cơ phản lực nước bên mạn tàu.
Ngày 12 tháng 11 năm 2010, Turbine khí Rolls-Royce MT30 bên mạn tàu bị hỏng và con tàu phải nhờ vào động cơ diesel để về cảng. Tham mưu Trưởng Hải Quân, Đô Đốc Gary Roughead nói rằng giới truyền thông đã phóng đại vấn đề và những hỏng hóc như thế không hiếm.
Trong một lần thử nghiệm trên biển trong thời tiết xấu vào tháng 2 năm 2011, con tàu xuất hiện một vết nứt sáu inch trên vỏ và tràn ra ngoài 5 gallons nước mỗi giờ. Hải Quân đã điều tra và vấn đề xuất hiện là do một mối hàn sai chứ không phải là lỗi thiết kế. Sửa chữa được dự định bắt đầu vào ngày 27 tháng 6 năm 2011 và kéo dài đến ngày 19 tháng 11.
Tháng 2 năm 2012, Freedom hứng một trận lũ nhỏ bên trong con tàu trong khi đang làm nhiệm vụ ở Nam California. Một miếng vá bơm bằng khí được sử dụng trong nỗ lực thành công để dừng trận ngập và con tàu trở về cảng San Diego bằng chính sức nó. Điều này xác nhận một chuyến trở về ụ tàu trước khi con tàu hoàn thành chuyến thử nghiệm sau-sửa-chữa của nó. Một "cuộc thử nghiệm đặc biệt" được tiến hành tháng 5 năm 2012 báo cáo con tàu có thể trở lại biển lần nữa.
Tháng 7 năm 2012, Freedom ở lại ụ tàu để mở rộng các phòng ngủ thêm 20 giường và để tăng thêm năng suất cứu hỏa cho con tàu. Sau một lượt cập cảng nữa để vẽ lại vỏ tàu mới và sửa lại dốc lên ở đuôi tàu, nó sẽ rời cảng và đến Singapore với 50 thủy thủ cộng thêm 3 học viên, thêm vào đội ngũ cho nhiệm vụ cần đến 98 giường nằm. Những thủy thủ nằm trên mức đó sẽ, lần nữa, ngủ trong những giường ngủ tạm ở các khoang hàng hóa.
Ngày 15 tháng 1 năm 2013, Giám đốc Ủy ban Thử nghiệm Vận hành và Khảo sát thuộc Bộ Quốc phòng công bố tài liệu đánh giá Freedom trong một cuộc khảo sát định kỳ. Tài liệu nói rằng USS Freedom "sẽ không sống sót trong môi trường chiến đấu." Các trực thăng trên tàu không thể cẩu cảm biến dò thủy lôi nên nó phải trông cậy vào các hệ thống không người lái cho các nhiệm vụ chống thủy lôi, chưa tính đến rằng những thiết bị không người lái trên chưa được đưa vào biên chế, và sẽ cứ tiếp tục như thể trong vài năm tiếp theo.
Khẩu 30 mm Mk44 Bushmater II "có nhiều vấn đề về mức độ tin cậy." Khẩu 57 mm Mk 110 được thế kế khác trên tàu lớp Freedom, thiết kế này làm cho khẩu súng trở nên rung lắc ở tốc độ cao, làm cho bắn trúng đích trở nên khó khăn. Hệ thống vũ khí tích hợp và Radar không gian, mặt nước và đất liền có các "vấn đề về vận hành" ảnh hưởng đến khả năng "dò và khai hỏa trước kẻ thù."

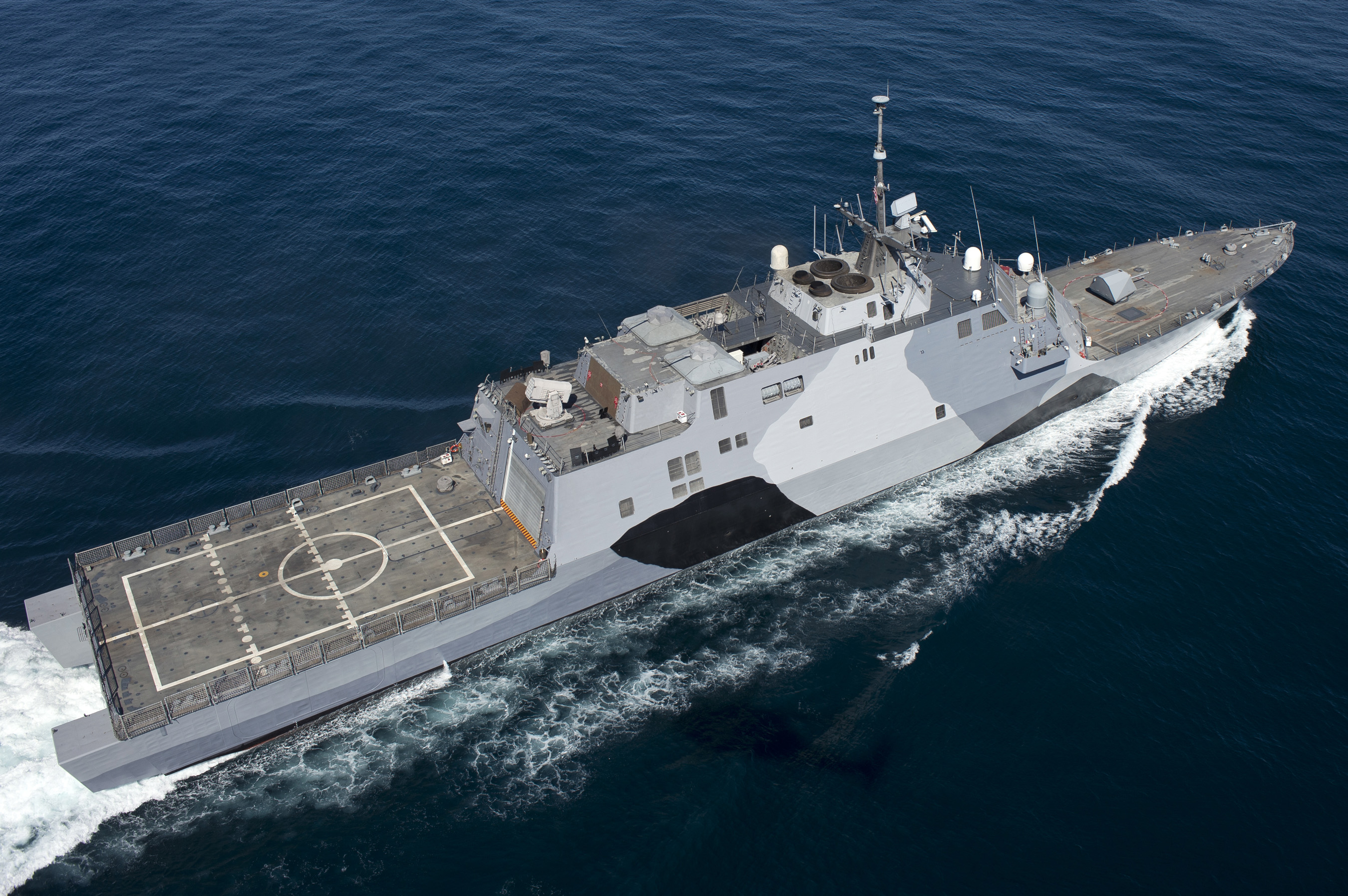
U.S.S. Freedom khoe sàn bay rộng và ống phóng tên lửa đất-đối-không Rolling Airframe phía trên xưởng máy bay, tháng 2 năm 2013

Vào đầu 2013, con tàu tham gia vào một chương trình truyền hình của kênh National Geographic "Chiến hạm thế kỷ XXI" (21st Century Warship) cùng với USS Independence. Chương trình được ra mắt ở Anh vào ngày 10 tháng 2 năm 2013.
Freedom rời cảng cho một chuyến đi dài 10 tháng đến Singapore vào tháng 3 năm 2013. Ngày 11 tháng 3 năm 2013, Freedom trở thành chiếc LCS đầu tiên đến được Hawaii. Ngày 16 tháng 3, động cơ Diesel của con tàu, đã có lịch sử về các hỏng hóc, chết máy ở giữa đại dương, làm cho con tàu trôi nổi giữa biển. Ngày 18 tháng 4, Freedom cập Căn cứ Hải Quân Changi tại Singapore, được dự định sẽ tham gia một cuộc tập trận phối hợp. Ngày 18-19 tháng 5, Freedom cùng với các tàu thuộc Hải Quân Cộng Hòa Singapore cùng tham dự một cuộc triển lãm tại Căn cứ Hải Quân Changi. Những khách tham quan đến cuộc triển lãm được cho phép lên tàu và khám phá chiếc Freedom. Ngày 21 tháng 5, chuyến viễn du đầu tiên của Freedom từ cảng Singapore bị cắt ngắn khi một số thiết bị mắc lỗi kỹ thuật, tiếp theo ngày 20 tháng 7 năm 2013 các thiết bị mắc lỗi lần nữa, bắt buộc Freedom phải trở về cảng. Những lỗi kỹ thuật thường xuyên đã làm thủy thủ đoàn vượt quá yêu cầu ngủ đủ giờ của Hải Quân, kể cả với thủy thủ đoàn tối đa và trợ giúp từ các chuyên viên và các nhân viên từ các Mô-đun nhiệm vụ. Dù được tính là một chuyến đi thực nghiệm và hợp tác hữu nghị, Freedom tiến hành hàng loạt các chuyến tuần tra ở Biển Đông. Mặc dù hứng chịu hàng loạt vấn đề, chuyến đi được cho là một thành công từ góc nhìn của bộ phận Nghiên cứu và Sản xuất; dù đi biển trong 10 tháng, con tàu đạt 70 phần trăm hiệu suất, tương đương với phần lớn các con tàu được vận hành sớm trong Hạm đội.
Tháng 11, 2013, Freedom vận chuyển hàng tiếp tế đến Phillipines sau cơn bão Hải Yến (Haiyan) từ 16 hải lý (30 km) ngoài khơi, sử dụng cả trực thăng của nó và các trực thăng từ tàu khác.
Từ 25 tháng 4 đến 16 tháng 5 năm 2014, Freedom sẽ tiến hành khái niệm hoạt động tương lai (Future Concept of Operations - CONOPS) cho các trực thăng có người lái và không người lái trên các Tàu Tác chiến Ven biển. Các chiến dịch có sự tham gia của các trực thăng có người lái MH-60R phối hợp với trực thăng không người lái MQ-8B Fire Scout. Cuộc biểu diễn bao gồm một MH-60R và một MQ-8B bay với gói Nhiệm vụ Mặt nước trên máy bay, được dự định sẽ cung cấp bảo vệ cho Hạm đội chống lại các tàu nhỏ và các hiểm họa tương đương.